# Macrozamia glaucophylla
Macrozamia glaucophylla — вид голонасінних рослин класу саговникоподібні (Cycadopsida).
Етимологія: від грецького glauco- блакитний восковий наліт і -phyllon — лист, з посиланням на голубувате листя.

## Опис
Рослини без наземного стовбура, стовбур 20-40 см діаметром. Листків 2-8 в кроні, вони від сіро-зеленого до синього кольору, тьмяні, довжиною 60-120 см, з 90–120 листовими фрагментами; стебло від не спірально закрученого до помірно спірально закручених; черешок 12-25 см в довжину, прямий, без зброї. Листові фрагменти прості; середні — довжиною 160-250 мм, 4-7 мм шириною. Пилкові шишки веретеновиді, довжиною 25 см, 5-6 см діаметром. Насіннєві шишки яйцеподібні, довжиною 18-23 см, 9-11 см діаметром. Насіння яйцеподібне, 30-34 мм, шириною 24-26 мм.

## Поширення, екологія
Країни поширення: Австралія (Новий Південний Уельс). Цей вид росте в чахлих евкаліптах і рідних соснових лісах, які мають добре розвинений чагарниковий шар. Рослини також зустрічається в сухих склерофітних рідколіссях на глибоких піщаних ґрунтах.

## Загрози та охорона
Загрози цьому виду не відомі.